# Incidente de Tampico
El incidente de Tampico fue un altercado menor ocurrido entre marinos estadounidenses y la guarnición federal de Tampico, Tam., el 9 de abril de 1914, durante un tenso periodo de la Revolución Mexicana en que gobernaba el general golpista Victoriano Huerta.

## Antecedentes
Durante la Revolución mexicana, Victoriano Huerta, autoproclamado presidente, luchaba por mantener su poder y territorio intactos a pesar de las incursiones de Emiliano Zapata en el sur y el rápido avance de la oposición constitucionalista de Venustiano Carranza en el norte. El 26 de marzo de 1914 las fuerzas de Carranza se encontraban a 15 kilómetros del próspero pueblo petrolero de Tampico. Debido a las grandes inversiones de las compañías petroleras estadounidenses en la industria de la zona había una considerable cantidad de ciudadanos estadounidenses. Varios barcos de guerra de los Estados Unidos bajo órdenes del comandante de la flota del Atlántico, contraalmirante Henry T. Mayo, se trasladaron al área para proteger a los ciudadanos y propiedades estadounidenses. Mientras Tampico permanecía bajo asedio constitucionalista, las relaciones entre las fuerzas estadounidenses y la guarnición federal de Huerta fueron amistosas.

## El incidente
El 9 de abril de 1914, el comandante del USS Dolphin (PG-24) (Ralph K. Earle), fondeado en el río Pánuco, en el Muelle Fiscal en el puerto de Tampico, acordó la compra de combustible (440 galones de gasolina) de un comerciante alemán (Max Tyron) que tenía su almacén en el Canal de la Cortadura, a unos 100 m al sureste del Fuerte Iturbide. Nueve marinos estadounidenses fueron por la gasolina en un bote de remos, ondeando la bandera estadounidense.
Los marinos, después de haber sido remolcados desde el USS Dolphin (en el Muelle Fiscal), habrán remado por el Canal del Humo, cruzado el río Pánuco y remado apenas unas decenas de metros por el Canal de la Cortadura, hasta el Almacén de Max Tyron, aprox. a mitad de la distancia entre el Tamesí y el Puente (y Fuerte) de Iturbide.
- Ver y/o descargar mapa antiguo de Tampico que muestra la ubicación del Muelle Fiscal, el Canal de la Cortadura y el Puente de Iturbide en Rios de Tabasco y Tampico, A Handbook of Mexico, Great Britain. Naval Intelligence Division, 1919.

Cuando los marinos estaban cargando los tambores de gasolina a su lancha, fueron detenidos por unos soldados federales, por haber entrado a una zona de guerra cuyo acceso había quedado restringido debido a los encuentros que habían ocurrido recientemente con los rebeldes revolucionarios.
Los soldados encañonaron con sus rifles a los marinos y los escoltaron, subiendo por la calle Altamira, pasando las vías del tren, al cuartel de su superior, el coronel Ramón Hinojosa.
Hinojosa comunicó los hechos al general Morelos Zaragoza, quien ordenó que se pusiera a los estadounidenses en libertad, tras haber ya recibido enérgicas protestas del almirante Henry T. Mayo y de Clarence Miller, el cónsul de los Estados Unidos en Tampico. 
El general Zaragoza envió un comunicado a la Ciudad de México al entonces secretario de Guerra y Marina, el general Aureliano Blanquet, quien ordenó se ofrecieran disculpas por el incidente a Mayo y al cónsul, haciéndoles entender sin embargo que el motivo de la detención fue la violación a las disposiciones de la Comandancia Militar.
La Comandancia Militar envió un documento explicando la situación, a lo que rápidamente se dio una contestación del almirante Mayo. El almirante Mayo exigió la libertad de sus marinos y que, en desagravio, las autoridades mexicanas rindieran honores a la bandera de Estados Unidos, izándola en el puerto de Tampico con 21 cañonazos de las baterías mexicanas, para lo cual se fijó un plazo de 24 horas. Morelos Zaragoza dijo en su contestación que estaría de acuerdo con rendir honores al pabellón extranjero, siempre y cuando los barcos norteamericanos también dispararan 21 cañonazos cuando fuera izada la bandera de México, a lo que no accedió el almirante Mayo. Cumplido el plazo, el general Zaragoza fue visitado por el comandante del USS Chester, W.A. Moffet, quien le entregó un sobre con un ultimátum al gobierno de México, insistiendo en el izamiento de bandera y los cañonazos, otorgando ahora un plazo de 12 horas.
- Como dato curioso, exactamente una semana antes, el USS Dolphin, por haberlo requerido el gobierno de México, había saludado con 21 cañonazos a la bandera mexicana, tres veces (en la mañana, a mediodía y por la tarde), en ocasión de la fiesta nacional mexicana por el triunfo de Porfirio Díaz en la batalla de Puebla del 2 de abril de 1867.[3]

## Consecuencias
A este incidente el gobierno estadounidense le daría visos de "gravedad". El presidente estadounidense Woodrow Wilson pidió permiso al Congreso para una invasión armada del área. Aunque obtuvo el consentimiento dos días después, para entonces el bombardeo de la ocupación estadounidense de Veracruz ya había comenzado. Terminado el plazo de Tampico, las autoridades mexicanas esperaban el bombardeo de la zona, sin embargo las fuerzas estadounidenses de la Cuarta División del Atlántico se dirigieron a Veracruz. Ante lo inminente del desembarco y del ataque al puerto de Veracruz, Huerta ordenó el retiró de las tropas del general Gustavo Mass, comandante militar de la plaza. La flota estadounidense del Atlántico, comandada por el almirante Henry T. Mayo, se concentró en Antón Lizardo, uniéndose tiempo después a la del almirante Frank Friday Fletcher, esta última integrada por los acorazados USS Florida, USS Utah y el cañonero USS Prairie. 
El 14 de abril se unen a la flota de Fletcher dos divisiones de torpederos y 17 embarcaciones de diversa índole. El 16 de abril se sumaron los acorazados USS Texas,  USS North Dakota, USS New York y los cruceros acorazados USS Rochester, USS Montana al ataque.[cita requerida]